# 2016年2月中國大陸

## 2月1日
- 海南杀人焚尸案再审宣判无罪。陈满一家20年申诉路，20多年来，对于1992年海南发生的那起杀人焚尸案，陈满坚称蒙冤，一直申诉，母亲王众一给狱中的陈满寄出了300多封信，父亲陈元成写下了77封申诉信。[1]海南高院当庭向陈满道歉，送5000元现金表示慰问。[2]

## 2月2日
- 中华人民共和国国务院总理李克强来到银川永宁县纳家户清真寺与民族宗教人士恳谈[3]。同日，李克强考察宁夏共享装备股份有限公司[4]。

## 2月5日
- 河南汝州公安巡防员赵世超醉驾套牌报废车，致2人死亡后逃逸。死者家属在街头拉条幅为死者讨还公道。赵世超已被刑拘。[5]

## 2月6日
- 中共中央、国务院在北京人民大会堂举行2016年春节团拜会。中共中央政治局常委、国务院总理李克强在团拜会上讲话[6][7]。

## 2月7日
- 朝鲜发射光明星4号地球观测卫星。中方表示遗憾。法国总统府发表公报，谴责朝鲜“新的公然违背联合国安理会决议的行为”。公报说，朝鲜在进行新的核试验一个月后发射火箭，这是“失去理智的挑衅”。法国呼吁国际社会从7日起在联合国安理会就此作出“迅速和严厉的反应”。此外，法国外长法比尤斯敦促朝鲜立即遵循其国际义务，避免任何可能加剧朝鲜半岛紧张局势的举动。[8]

## 2月8日
- 大年初一晚上至初二凌晨，香港旺角地区发生严重骚乱事件。暴徒使用砖块及杂物袭警，毁坏警车、纵火等，警方为控制局面一度鸣枪示警。据港媒最新消息，事件造成近90名警员和记者受伤。[9]至14日警方已拘捕65人。[10]

## 2月9日
- 被视为亲习近平阵营的陆媒澎湃新闻近日刊文，借孙悟空的修炼故事，罕见触及中共最敏感话题，其中一些词汇曾在江泽民当政时期一夜之间被视为禁区。[11]内丹是什么？孙悟空为什么要炼它？本文作者李天飞，是中华书局文学室编辑，著有《西游记》校注（中华书局2014年）等。他从猴年的正月初一起，为读者开讲《西游记》。《西游记》正好有100回，李天飞准备花100天讲完，每天讲一回。在他看来，读者“用100天的时间，大致了解到《西游记》的深层次内容，是不成问题的”。[12]

## 2月10日
- 由著名报告文学家赵瑜创作的《马家军调查》近日又引起了全国性的关注，原因是在1998年第二期《中国作家》上刊发的《马家军调查》所删除的有关马家军使用兴奋剂的章节在17年后暴露于众人面前，外界也不得不重新审视当年给中国田径带来巨大荣誉的“马家军”。[13]
- 总部在美国华盛顿的“反对强摘器官医生组织”（DAFOH）获2016年诺贝尔和平奖提名，该组织多年来致力于揭露并呼吁停止强制摘取器官的罪行。[14]

## 2月11日
- 中华人民共和国外交部部长王毅赴德国出席叙利亚国际支持小组第四次外长会[15]。

## 2月13日
- 经河南省委批准，河南省高级人民法院党组成员、副院长曹卫平涉嫌严重违纪，目前正接受调查。这是河南省高级人民法院第三位出事的班子成员,上一位是2014年11月6日被调查的河南省高级人民法院党组成员、纪检组长李长根。此外,河南省高级人民法院还有一位党组成员谢德安曾传出被调查的消息,但其后仅被免职。[16]

## 2月14日
- 江苏扬中政协副主席开车撞人后逃逸至猪圈。28日晚11点，扬中市网信办在“扬中热线”论坛上回复称，汤某某因交通肇事逃逸，已被公安机关依法处以罚款2000元的行政处罚，并记12分。[17]

## 2月15日
- 陕西妇女遭强奸报警未出警后自杀续：因证据不足，嫌犯被取保候审。乔鹏军觉得，北极镇派出所的工作人员是否存在玩忽职守，涉嫌违法违纪尚未定论，景某某涉嫌强奸案件的侦查结果和公安局的工作人员是否构成玩忽职守的职务犯罪存在法律上的利害关系，所以申请县公安局回避侦办“刘某某被强奸自杀”一案。目前，该申请书已经通过邮局邮寄到彬县公安局。[18]

## 2月19日
- 上午，中共中央总书记、国家主席、中央军委主席习近平来到人民日报社、新华社、中央电视台调研。[19]下午，习近平在北京主持召开党的新闻舆论工作座谈会并发表重要讲话，强调党和政府主办的媒体是党和政府的宣传阵地，必须姓党。“党媒姓党”才能为“中国梦”鼓与呼。[20]习近平在讲话中提出了“澄清谬误、明辨是非”等48字要求[21][22]。英国《卫报》、路透社、英国广播公司（BBC）、澳大利亚《悉尼先驱晨报》、日本《雜誌》网站、德国之声、美国《华尔街日报》网站、台湾“中央社”、《旺报》、香港南华早报网、香港文汇网等媒体均报道了此次讲话。[23]

## 2月23日
- 中华人民共和国外交部部长王毅对美国进行正式访问[24]。

## 2月24日
- 国务院总理李克强主持召开国务院常务会议，确定进一步支持新能源汽车产业的措施、部署加强文物保护和合理利用[25]。
- 链家地产在上海的两家门店因为违规放贷而被暂停网签资格，所有金融产品于当天被叫停。[26]

## 2月26日
- 全国人大常委会首次举行宪法宣誓。张德江监誓，刘源领誓。[27]
- 北京女法官被枪杀案告破。2月26日晚上9时许，北京警方110报警服务台接警称，在昌平回龙观附近有人持枪伤人。接报后，市公安局高度重视，立即开展侦查。27日凌晨1时许，执勤民警在延庆区湖北西路附近将嫌疑人所驾车辆围堵，车上2名嫌疑人无路可逃后自杀。民警当场起获涉案自制手枪及部分子弹。目前，初步查明，犯罪嫌疑人李某因婚姻财产纠纷产生不满，伙同犯罪嫌疑人张某持自制手枪先后将李某前妻丈夫张某打伤、张某前妻丈夫邵某打死，并在昌平回龙观某小区内开枪将昌平法院一名女法官马某打死，并将其丈夫打伤。[28]

## 2月29日
- 南阳检察院原正处级干部马高潮驾车中学门口连撞11名学生。[29]